# Proceso Fischer-Tropsch

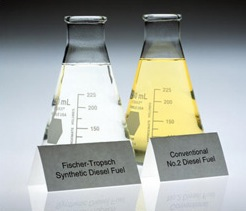
Gasóleo sintético obtenido mediante el proceso Fischer-Tropsch junto al obtenido de forma convencional

El proceso Fischer-Tropsch es un proceso químico para la producción de hidrocarburos líquidos (gasolina, keroseno, gasoil y lubricantes) a partir de gas de síntesis (CO y H2). Fue inventado por los alemanes Franz Fischer y Hans Tropsch en 1925.  El proceso  parte de la oxidación previa del carbón en presencia de vapor de agua, sometido todo ello a unos 1100 K, con lo que se obtiene una mezcla de hidrógeno y monóxido de carbono. En una segunda etapa, en presencia de catalizadores de hierro o cobalto, a menor temperatura (450-650 K), pero a altas presiones, que pueden llegar a las 40 atm, se transforma en una mezcla de parafinas y olefinas lineales.

## Química

### Reacciones
Las reacciones principales son:
- Obtención de parafinas

{\displaystyle {\ce {nCO + (2n + 1)H2 <=> C_{n}H_{2n + 2}{+}nH2O}}}
- Obtención de  olefinas

{\displaystyle {\ce {nCO + 2nH2 <=> C_{n}H_{2n}{+}nH2O}}}
Se trata en ambos casos de reacciones muy exotérmicas, es decir, que liberan una gran cantidad de calor.
- Reacciones secundarias, indeseadas:

{\displaystyle {\ce {CO + 3H2 <=> CH4 + H2O}}}   (producción de metano)
{\displaystyle {\ce {nCO + 2nH2 <=> C_{n}H_{2n + 1}OH {+ }(n-1)H2O}}}    (producción de alcoholes)
{\displaystyle {\ce {2CO <=> C(s) + CO2}}}    (deposición de carbono sólido)
La reacción se lleva a cabo sobre catalizadores de cobalto o hierro. Para un buen rendimiento se requiere alta presión (típicamente 20 - 30 bar) y temperatura (200 - 350 °C). Por encima de los 400 °C la formación de metano resulta excesiva.

### Cinética
Las reacciones principales de Fischer-Tropsch son en realidad reacciones de polimerización, consistentes en cinco pasos básicos:
1. Adsorción de CO sobre la superficie del catalizador
2. Iniciación de la polimerización mediante formación de radical metilo (por disociación del CO e hidrogenación)
3. Polimerización por condensación (adición de CO y H2 y liberación de agua)
4. Terminación
5. Desorción del producto

La velocidad de reacción está limitada por la cinética y en particular por el paso de polimerización por condensación.
La distribución de pesos moleculares en el producto puede ser predicho aproximadamente por el modelo de Anderson-Schulz-Flory:
{\displaystyle \ W_{n}=n(1-a)^{2}a^{(n-1)}}
donde Wn es la fracción en peso de producto con n átomos de carbono y a es la probabilidad de crecimiento de cadena, función de las condiciones de reacción (catalizador, temperatura, presión y composición del gas).

### Productos
El producto obtenido a la salida de un reactor de Fischer-Tropsch consiste en una mezcla de hidrocarburos con una distribución muy amplia de pesos moleculares, que van desde los gases hasta las ceras pasando por la gasolina, el keroseno y el gasóleo. La naturaleza y proporción de los productos depende del tipo de reactor y de catalizador. En general los procesos que operan a alta temperatura producen una mayoría de gasolinas olefínicas mientras que los de baja temperatura dan sobre todo gasóleos parafínicos.
Siempre es necesaria una etapa ulterior de hidrotratamiento para que los productos alcancen la calidad exigida por el mercado.

### Reactores
A lo largo de la historia se han utilizado cuatro tipos principales de reactores industriales para desarrollar las reacciones FT:
- Reactor tubular en lecho fijo. Sasol denomina Arge a su reactor de este tipo y lo opera a 220-260 °C y 20-30 bar.
- Reactor de lecho circulante (llamado Synthol por Sasol), operado a 350 °C y 25 bar. Produce sobre todo gasolina olefínica.
- Reactor de lecho fluidizado (Sasol Advanced Synthol), similar en operación al Synthol pero de menor tamaño para misma capacidad de producción.
- Reactor "slurry", en el que el catalizador se encuentra en suspensión en un líquido (a menudo ceras producidas por la propia reacción) en el cual se burbujea el gas de síntesis. Normalmente estos reactores trabajan a baja temperatura para producir un máximo de productos de alto peso molecular.

## Plantas Fischer-Tropsch en el mundo
| Ubicación                        | Empresa                         | Fecha de arranque | Origen del gas de síntesis                 |
| -------------------------------- | ------------------------------- | ----------------- | ------------------------------------------ |
| Berlín (Alemania)                | Luftwaffe                       | 1943              | Hasta 2004: Carbón Desde 2004: Gas natural |
| Secunda (Sudáfrica)              | Sasol Synfuels                  | 1979              | Carbón                                     |
| Bintulu (Malasia)                | Shell                           | 1993              | Gas natural                                |
| Mossel Bay (Sudáfrica)           | PetroSA                         | 1993              | Gas natural                                |
| "Oryx" (Catar)                   | Sasol Chevron y Qatar Petroleum | 2007              | Gas natural                                |
| Escravos (Nigeria)               | Chevron y Nigeria NPC           | en construcción   | Gas natural                                |
| "Pearl" (Catar)                  | Shell y Qatar Petroleum         | en construcción   | Gas natural                                |
| Ordos (Mongolia Interior, China) | Yitai                           | en construcción   | Carbón                                     |

Datos actualizados a octubre de 2007

## Utilidad
El gasoil obtenido mediante el proceso Fischer-Tropsch (abreviado FT) tiene las ventajas de apenas contener azufre (con lo cual respeta de forma natural las duras reglamentaciones en vigor en Europa) y tener un alto índice de cetano, gracias a su bajo contenido en aromáticos. Por ello, es un combustible con fácil salida al mercado.
Sin embargo, tanto el gasoil como la gasolina y los otros productos FT pueden obtenerse de forma más sencilla y barata mediante el refino de petróleo. Las plantas FT son caras de construir y presentan toda una serie de problemas medioambientales. Su uso se justifica sólo si el petróleo es particularmente caro o escaso y se dispone de una fuente alternativa de hidrocarburos barata o cercana, por ejemplo: carbón, gas natural, desechos vegetales o residuos pesados de refinerías.
La producción de gasolina y gasoil a partir de carbón vía el proceso FT sería positiva desde el punto de vista de la independencia energética para los países que disponen de carbón y no de petróleo, pero sería negativa en cuanto al impacto sobre el cambio climático. La emisión total de CO2 para el combustible obtenido de carbón vía FT es aproximadamente dos veces superior a la del mismo tipo de combustible obtenido mediante refino de petróleo. El CO2 no es emitido en la reacción de FT en sí misma sino en la etapa previa de gasificación y en la posterior combustión del gas de síntesis no convertido. Si bien el proceso de gasificación teóricamente permite la captura y secuestro del CO2, a día de hoy (2006) aún no existe ninguna planta de gasificación a escala industrial que incluya esta opción. Sólo si se utiliza biomasa como materia prima puede el proceso FT alcanzar un nivel de emisiones de gases de efecto invernadero comparables o incluso inferiores a las del petróleo.
El proceso FT no es la única vía para convertir carbón en combustibles líquidos. La alternativa principal es la licuefacción directa del carbón, que sufre de más o menos las mismas desventajas que la vía FT.
En cuanto al FT a partir de gas natural, sólo es rentable económicamente si algún obstáculo impide la comercialización directa del gas. Ello ocurre por ejemplo en yacimientos pequeños situados lejos de los terminales de licuefacción.

## Historia
El proceso Fischer-Tropsch (abreviado FT) fue patentado por los alemanes Franz Fischer y Hans Tropsch en 1925, llevado a escala piloto por vez primera por Ruhrchemie AG en 1934 e industrializado en 1936. Experimentó gran auge en la Alemania nazi porque el estallido de la Segunda Guerra Mundial volvió difícil el acceso a fuentes exteriores de petróleo mientras que el país producía mucho carbón, convertible en gas de síntesis mediante el proceso de gasificación. El proceso FT tenía un serio competidor en la licuefacción directa del carbón, impulsada por IG Farben, que se desarrolló aún más deprisa. A principios de 1944 el Reich producía a partir de carbón unos 124.000 barriles/día de combustibles, que suponían más del 90% del keroseno de aviación y más del 50% del combustible total del país. Esta producción provenía sobre todo de 18 plantas de licuefacción directa pero también de 9 pequeñas plantas FT, que aportaban unos 14.000 barriles/día.
Japón también hizo un gran esfuerzo por producir carburantes a partir del carbón. La vía principal elegida por Japón fue la carbonización a baja temperatura, proceso poco eficiente pero simple. No obstante, la empresa Mitsui compró una licencia del proceso FT a Ruhrchemie y construyó tres plantas en Miike, Amagasaki y Takikawa, que nunca alcanzaron su capacidad nominal debido a problemas de diseño. En 1944 Japón produjo 114.000 toneladas de combustible a partir del carbón, pero solo 18.000 de ellas provinieron de las plantas FT.
Entre 1944 y 1945 las plantas alemanas y japonesas fueron muy dañadas por los bombardeos aliados y la mayoría fueron desmanteladas después de la guerra. Los científicos alemanes que habían trabajado en el proceso FT fueron capturados por los americanos y siete de ellos enviados a trabajar en EE. UU. en el marco de la Operación Paperclip. El programa estadounidense sobre la síntesis FT fue a su vez abandonado en 1953.
A partir de los años 1950 la tecnología FT renació en la Sudáfrica del apartheid que, para hacer frente a un embargo internacional de petróleo, recurrió a sus grandes reservas de carbón. La empresa South African Synthetic Oil Ltd. (Sasol) fue fundada con el objetivo exclusivo de producir hidrocarburos líquidos a partir del carbón. Sasol desarrolló sus propios procesos y construyó un gran complejo FT en Sasolburg (Sasol 1) en 1955. Dado el éxito de esta planta, a principios de los años 1980 otras dos plantas (Sasol 2 y Sasol 3) fueron inauguradas en Secunda. Hoy día (datos de 2003) Sasol produce el 41% de los combustibles de automoción consumidos en Sudáfrica.
Las crisis del petróleo de 1973 y 1980 empujaron a algunos países y empresas occidentales a investigar de nuevo las fuentes alternativas de combustibles líquidos. Shell fue la que llevó más lejos el desarrollo, construyendo a principios de los 1990 una planta FT en Bintulu (Malasia) basada en su propio proceso. En este caso el gas de síntesis no proviene de carbón sino del reformado de gas natural por lo que se habla de Gas-to-Liquids, para distinguirlo del Coal-to-Liquids practicado en Alemania y Sudáfrica.
En general los años 1990 fueron una era de petróleo barato que frenó la mayoría de los desarrollos en fuentes alternativas al petróleo, entre ellos la síntesis FT. Al aumentar el precio del petróleo a partir de 2000, el interés ha renacido una vez más y numerosas empresas anuncian nuevos desarrollos o proyectos industriales. El más avanzado es el proyecto Gas-to-Liquids "Oryx" en Catar, basado en la tecnología FT de Sasol, cuyo arranque está previsto para el verano de 2006.

## Otras empresas activas en la investigación y desarrollo de procesos Fischer-Tropsch
- Syntroleum (Estados Unidos)
- Rentech (Estados Unidos)
- Axens (enlace roto disponible en Internet Archive; véase el historial, la primera versión y la última). (Francia)
- Davy (Reino Unido)
- Choren Archivado el 1 de diciembre de 2005 en Wayback Machine. (Alemania)
- ICC (China)
- Statoil (Noruega)
- ExxonMobil (Estados Unidos)